# Dodenburg
Dodenburg là một đô thị ở huyện Bernkastel-Wittlich, trong bang Rheinland-Pfalz, Đô thị Dodenburg có diện tích 3,84 km², dân số thời điểm ngày 31 tháng 12 năm 2006 là 107 người.